# Hrodna
Hrodna (belarussisch Гродна Hrodna; älter Горадня Horadnja oder Гародня Harodnja) bzw. Grodno (russisch Гродно Grodno; polnisch Grodno, litauisch Gardinas; jiddisch גראָדנע Grodne; deutsch veraltet Garten) ist eine Stadt in Belarus mit rund 380.000 Einwohnern (Stand 2018/19). Sie liegt an der Memel (Njemen), nahe dem Dreiländereck mit Polen und Litauen und ist Verwaltungssitz der Hrodsenskaja Woblasz und des Rajon Hrodna.
Von 1919 bis 1939 gehörte Hrodna zu Polen und hatte eine aus Juden und Polen bestehende polnischsprachige Mehrheitsbevölkerung. Durch die von Stalin durchgesetzte Westverschiebung Polens fiel die Stadt an die Sowjetunion, große Teile der polnischen Bevölkerung wurden vertrieben, stattdessen wurden Russen und Belarussen aus anderen Landesteilen angesiedelt. Seit 1991 ist die Stadt Teil des unabhängigen Belarus; bis heute findet sich dort noch eine starke polnische Minderheit. Hrodna ist Partnerstadt von Minden in Westfalen, von Białystok und Breslau in Polen, von Limoges in Frankreich sowie von Alytus in Litauen.

## Wappen
Beschreibung: Auf blauem Hintergrund springt ein brauner Hirsch mit einem goldenen lateinischen Kreuz zwischen dem Geweih über einen silbernen Flechtzaun.

## Geschichte

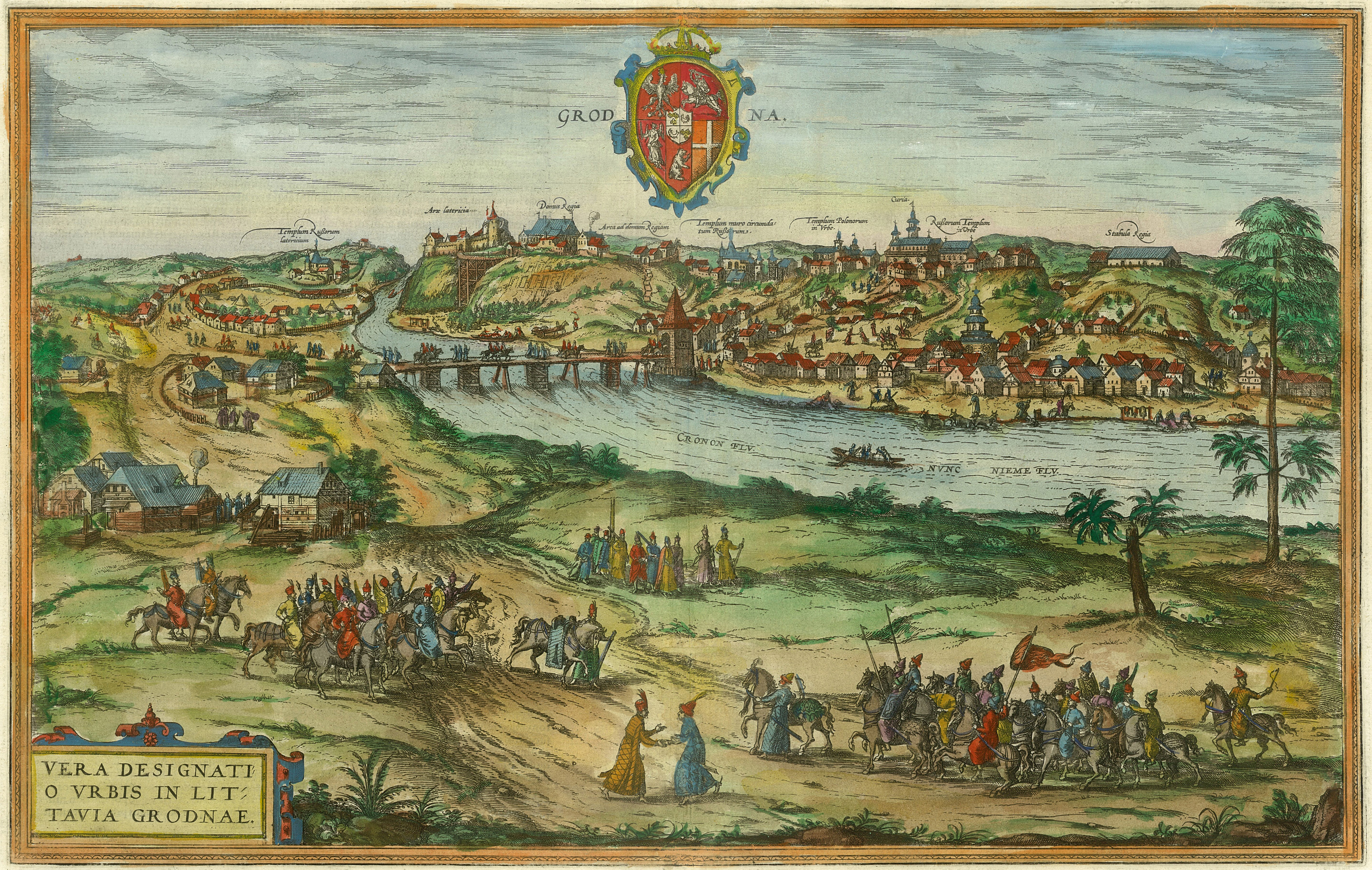
Stadtansicht um 1575

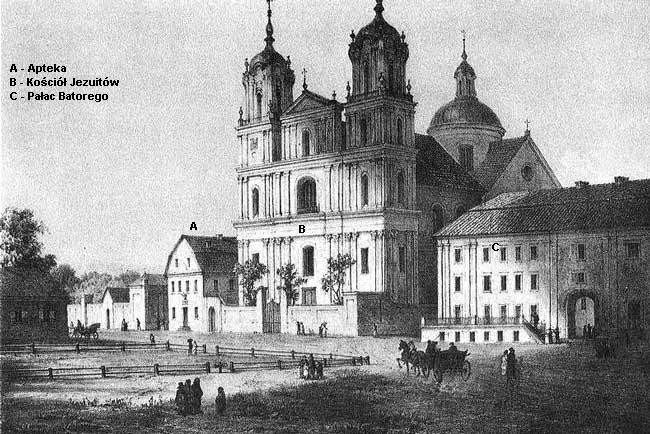
Markt mit Franz-Xaver-Kathedrale um 1860

Hrodna wurde 1128 zum ersten Mal als Burganlage unter dem Namen Goroden im Fürstentum Polozk im Verband der Rus erwähnt. Der Name hängt mit dem slawischen Wort Grad zusammen und bedeutet so viel wie „befestigte Siedlung“. Einige Zeit später wurde sie zum Zentrum des eigenständigen altrussischen Fürstentums Goroden, das in der Folgezeit seine Unabhängigkeit an das Großfürstentum Litauen verlor. Die Stadtrechte erhielt Hrodna 1391 vom litauischen Fürsten Vytautas auf Grundlage des Magdeburger Rechts. Der Fürst stiftete der Stadt auch die Pfarrkirche und ließ zwei von drei hier befindlichen Schlössern ausbauen.
Nach der Schlacht bei Tannenberg erlebte die Stadt ab 1410 schnell eine Blütezeit, in der sie sich territorial erweiterte. Hrodna wurde von zwei Bürgermeistern regiert, einem katholischen und einem orthodoxen. Ihre goldene Zeit erlebte die Stadt während der Herrschaft der Jagiellonen- und Wasa-Dynastie. Während der Zeit von Stefan Batory wurde Hrodna de facto zur Hauptstadt des polnisch-litauischen Reiches. Das alte Schloss wurde damals ausgebaut, es entstand eine Jesuiten-Schule. Hrodna war Sitz des Krontribunal, des höchsten Gerichts für die Gebiete des Großfürstentums Litauen.
Schlechte Zeiten für Hrodna brachen mit der sogenannten „Schwedenflut“ an. 1705 wurden russische Truppen bei Hrodna von schwedischen Truppen eingeschlossen, konnten sich jedoch im März 1706 erfolgreich absetzen, ohne dass es zu einem militärischen Aufeinandertreffen kam. Unter König August III. entstand 1737 bis 1742 das Neue Schloss als Tagungsort für den polnisch-litauischen Sejm. Unter der Herrschaft von Stanisław August Poniatowski entstand das erste Schauspielhaus Litauens, der letzte polnische König gründete mehrere Schulen.
Seit 1776 erschien die Wochenzeitung „Gazeta Grodzieńska“ (Grodnoer Zeitung) und „Rocznik Gospodarczy“ (Wirtschaftsjahrbuch).
1793 fand in der Stadt der letzte Sejm statt, auf dem die zweite Teilung Polens ratifiziert wurde. Zwei Jahre später kam die Stadt unter russische Herrschaft und wurde 1802 zum Sitz des russischen Gouverneurs für das Gouvernement Grodno. 1812 von napoleonischen Truppen besetzt, fiel sie einige Monate später wieder unter russische Kontrolle.
Nach dem Novemberaufstand 1830/31 wurden die polnischen Bewohner der Stadt Repressionen ausgesetzt. Der Zar ließ den griechisch-katholischen Ritus verbieten, römisch-katholische Klöster wurden Schritt für Schritt liquidiert. Die öffentliche Verwendung der polnischen Sprache wurde verboten.
1862 wurde die Petersburg-Warschauer Eisenbahn gebaut, an der Hrodna einen Bahnhof hat. Diese Verbindung wird nur in Richtung Polen befahren, die Strecke in Richtung Russland ist seit 2004 unterbrochen.
1863 nahm die Mehrheit der Bewohner am Januaraufstand gegen Zar Alexander II. teil.
Die Stadt war ein bedeutendes jüdisches Zentrum, um 1900 waren rund 50 % der Einwohner Juden.
Von 1915 bis 1919 war die Stadt von deutschen Truppen besetzt, im Frühling 1919 wurde sie dem wiedererrichteten Polen angeschlossen und zur Kreisstadt in der Woiwodschaft Białystok. Die Mehrheit der Stadtbevölkerung bildeten Juden. Weiterhin lebten katholische und orthodoxe Christen in der Stadt, von denen sich die Mehrheit als Polen verstand. In den Dörfern der Umgebung wohnten sowohl Polen als auch Belarussen, im Norden zudem Litauer.
In der Zwischenkriegszeit wurde die Stadt trotz wirtschaftlicher Schwierigkeiten zum kulturellen Mittelpunkt der Region: das Schauspielhaus, benannt nach Eliza Orzeszkowa, wurde eröffnet, es entstanden historische und geologische Museen und ein Zoo. Grodno war Sitz einer großen Militärgarnison. Ab 1930 wurden in Grodno wieder neue Häuser im Stil des Konstruktivismus errichtet. Viele von ihnen wurden in regionaler Holzbauweise in neuen Vierteln an der Peripherie der Stadt gebaut und sind heute vom Abriss bedroht.

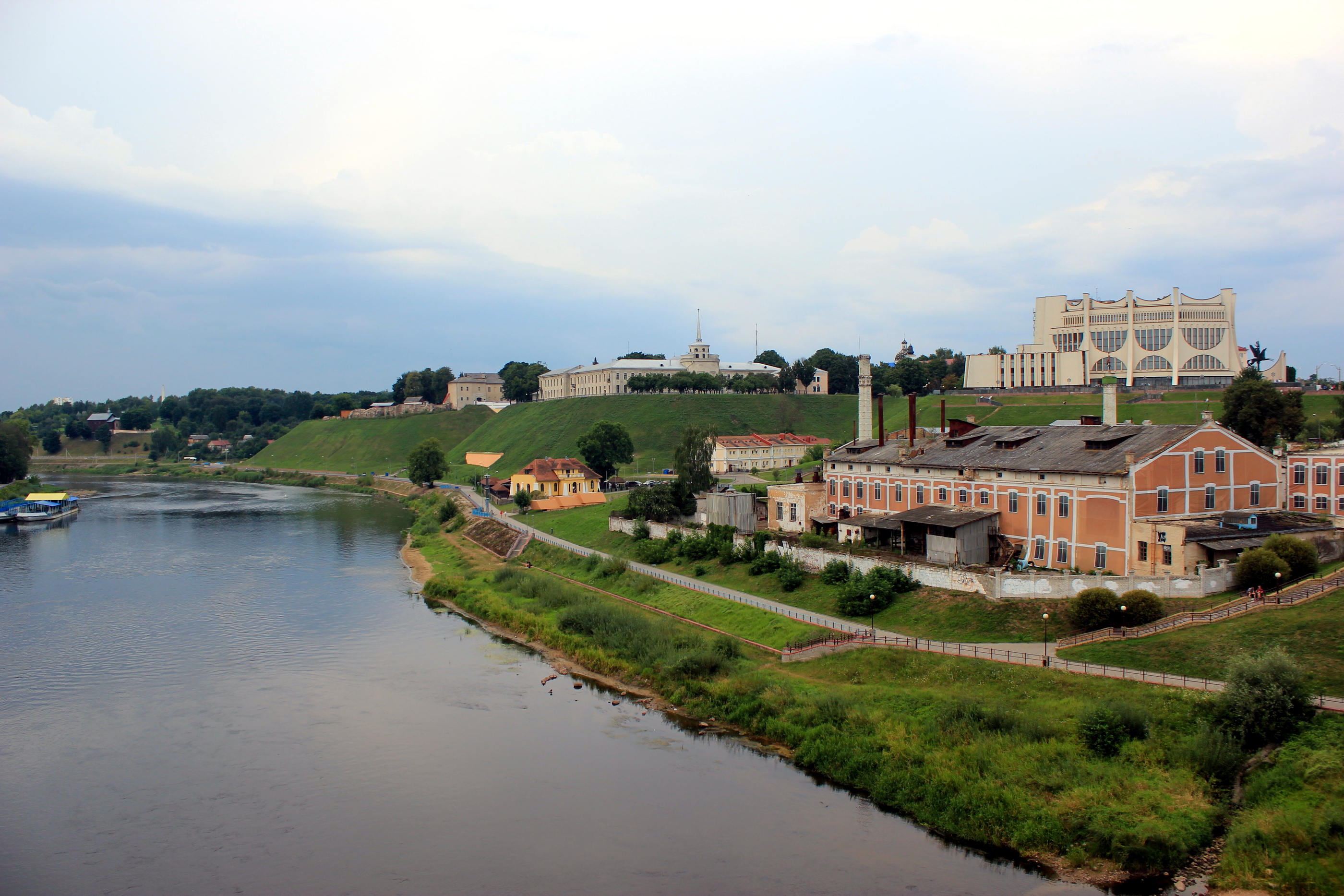
Blick über die Memel zum Alten und Neuen Schloss

Am 22. September 1939 wurde die Stadt im Zuge des sowjetischen Einmarschs in Polen besetzt. Grodno war die einzige Ortschaft im damaligen Ostpolen, die Widerstand gegen die Rote Armee leistete. Am 2. November wurde die Stadt an Belarus angeschlossen und wurde zur Rajonstadt in Oblast Białystok. Im Februar, April, Juni 1940 und Februar 1941 wurden viele polnische Bewohner Hrodnas, die als Klassenfeinde eingestuft wurden, von der sowjetischen Besatzung nach Sibirien und Kasachstan verschleppt.
Von Juni 1941 bis Juli 1944 war die Stadt von der deutschen Wehrmacht unter dem Namen „Garten“ besetzt. Formal wurde der Bezirk Białystok an Ostpreußen angegliedert, er verblieb jedoch eine eigene Verwaltungseinheit. Von Allenstein aus wurden in Białystok Gestapo-Strukturen gegründet, die in Grodno die Überwachung der Bevölkerung sowie den Mord an den Grodnoer Juden organisierten. Die Juden der Stadt wurden ab dem 1. November 1941 in zwei Ghettos ins Zentrum der Stadt verbracht, von wo mehr als 20.000 Menschen in das Zwischenlager oder direkt in die Vernichtungslager Treblinka oder Auschwitz-Birkenau deportiert wurden, wo fast alle von ihnen ermordet wurden.
Hrodna war außerdem ein Zentrum des polnischen Widerstandes und von Sowjetischen Partisanen.
Im Vertrag von 16. August 1945 akzeptierte die polnische kommunistische Regierung die neue Grenze entlang der Curzon-Linie. Der Großteil der polnischen Bevölkerung Hrodnas wurde nach Polen vertrieben, wo sie sich in den ehemaligen deutschen Ostgebieten (u. a. Ostpreußen, Schlesien) sowie in Zentralpolen ansiedelten. Nach 1945 migrierten neben sowjetischen Kadern aus dem Osten der BSSR und dem Inneren der Sowjetunion orthodoxe und katholische Bauern aus der Umgebung nach Hrodna. Dadurch lebten bereits seit Ende der 1950er Jahre offiziell mehr Polen und Belarussen in Grodno als vor 1939.
Seit der Auflösung der Sowjetunion gehört die Stadt seit 1991 zum unabhängigen Belarus und ist Verwaltungssitz der Hrodsenskaja Woblasz.
Am 19. Dezember 2008 teilte Vizeregierungschef Wladimir Semaschko in Minsk mit, dass auf dem Gebiet der Hrodsenskaja Woblasz der Standort des ersten belarussischen Kernkraftwerks liegen werde. Der Bau sollte bereits 2009 beginnen. Allerdings wurde erst 2012 ein Bau-Rahmenvertrag zwischen der Minsker Regierung und dem russischen Unternehmen NIAEP JSC – dem Managementunternehmen der Atomstroiexport JSC (ASE) – über den Bau von zwei Reaktoreinheiten der russischen Baureihe AES-2006 abgeschlossen. Die erste Einheit ist seit 2013 im Bau. Seine beiden Reaktoren gingen 2021 und 2023 in Betrieb.
Im September 2012 wurde der 2008 begonnene Bau des größten belarussischen Wasserkraftwerks in Grodno fertiggestellt.

## Bauwerke
- Altes Schloss
- Neues Schloss

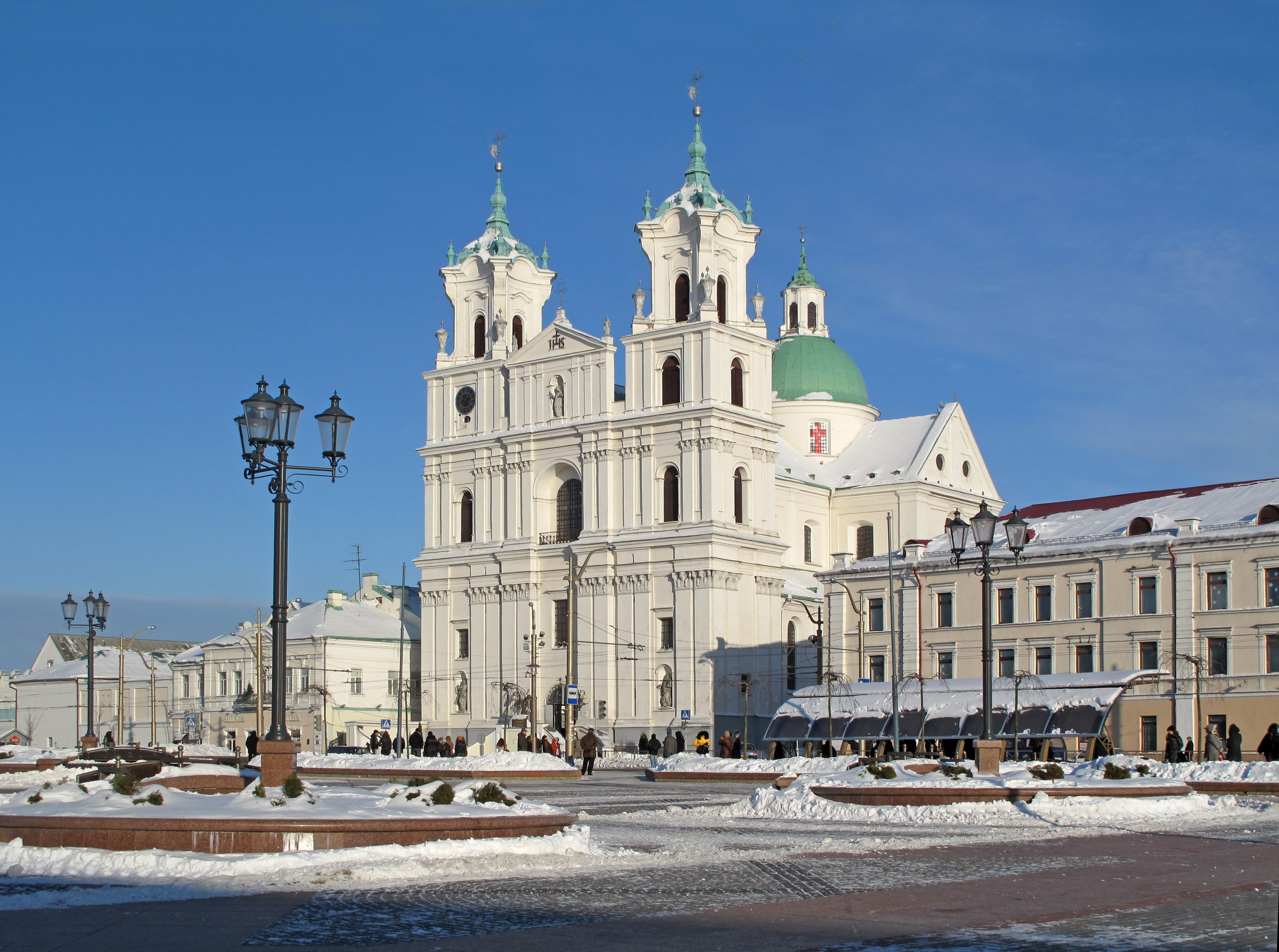
Katholische Franz-Xaver-Kathedrale

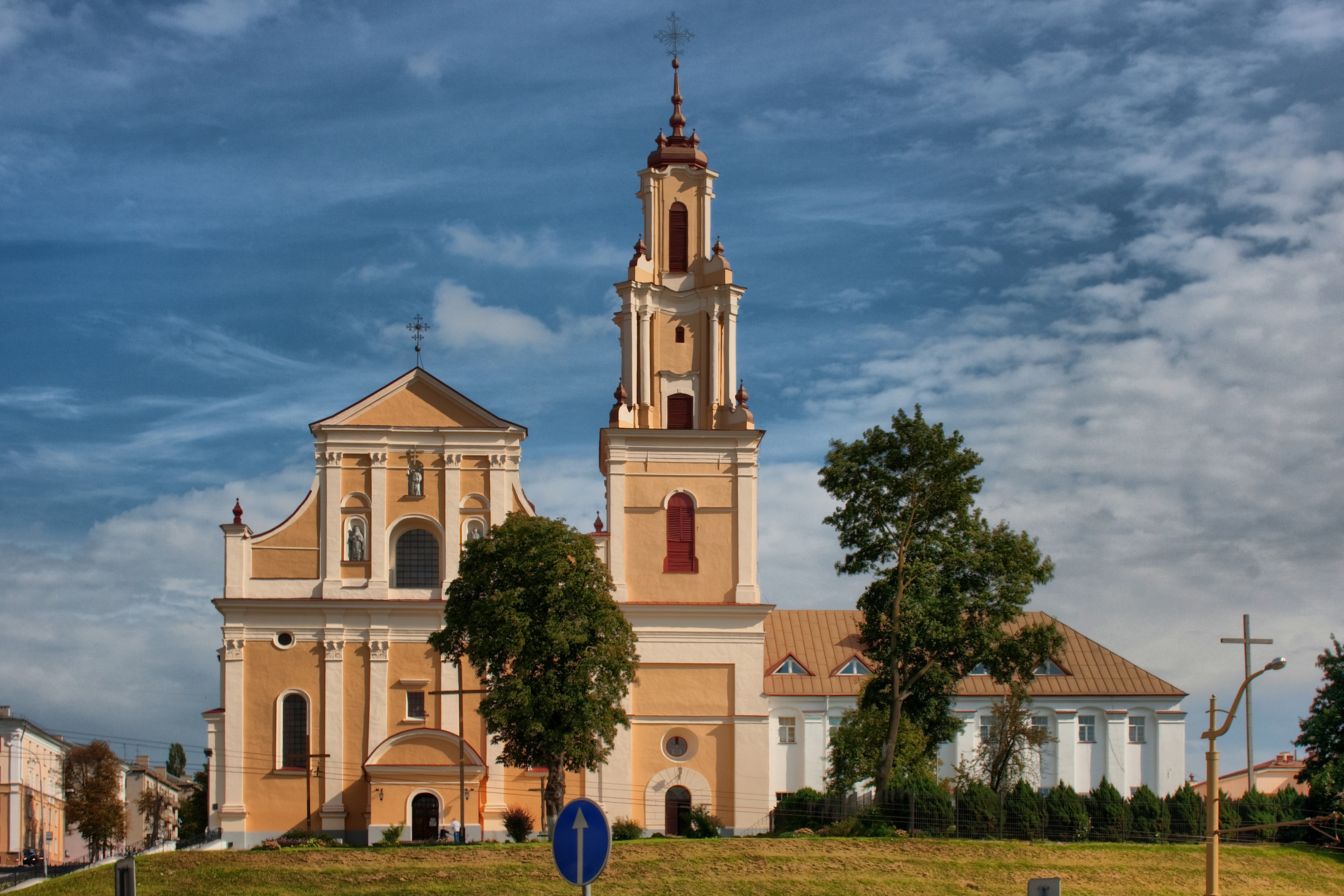
Bernhardinerkirche

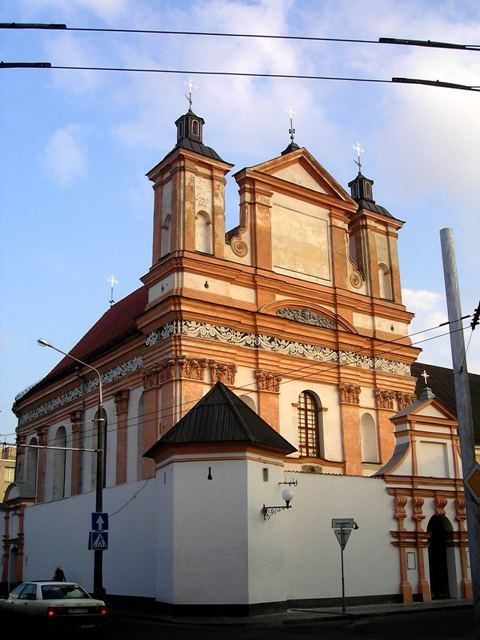
Erlöserordenkirche

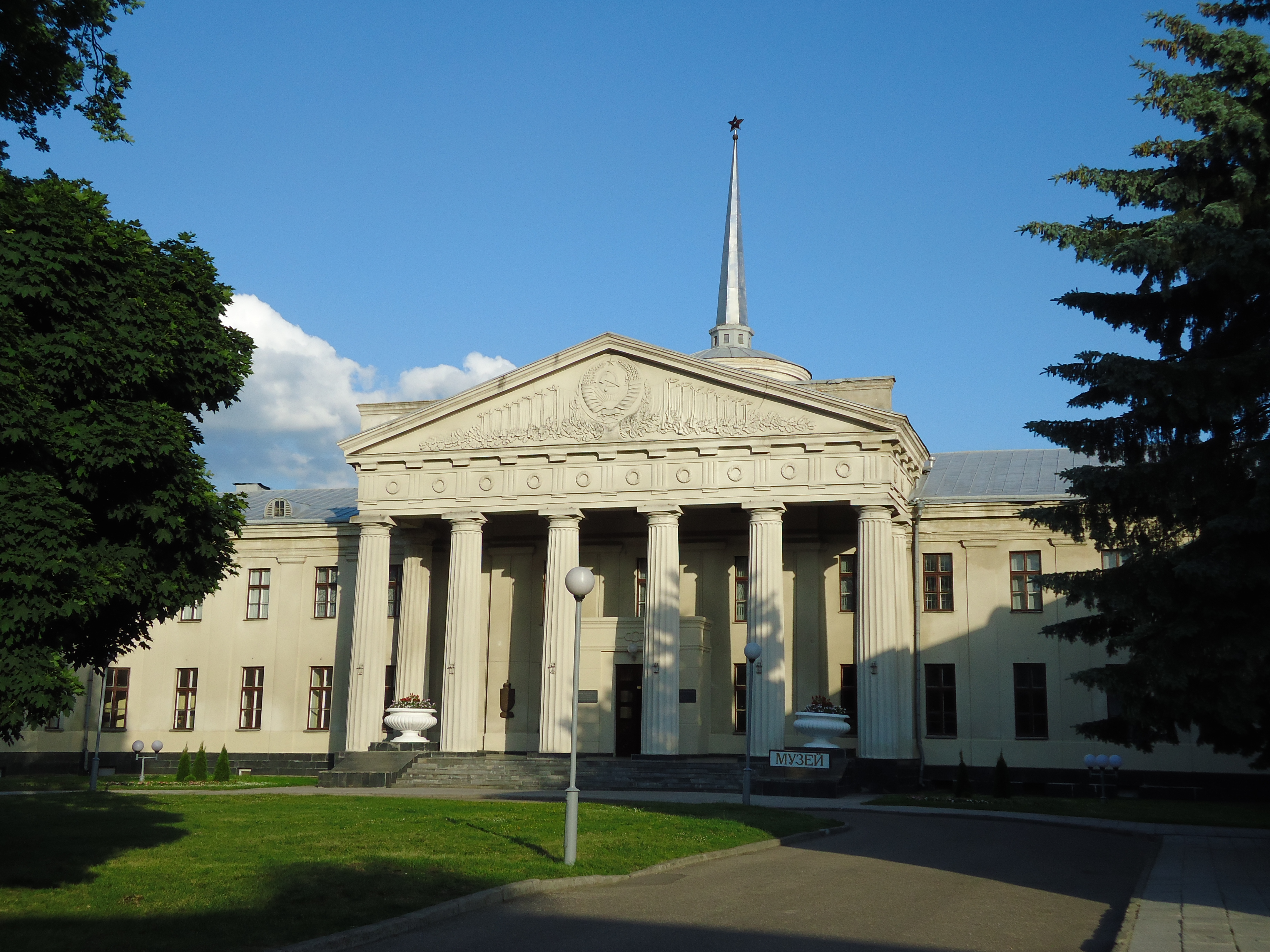
Front des Neuen Schlosses

- Große Synagoge, erbaut 1902 bis 1905
- 254 Meter hoher Sendeturm
- Franz-Xaver-Kathedrale
- St. Boris und Gleb (Kaloschakirche)
- Drama-Theater Hrodna, erbaut 1984

Die Altstadt von Hrodna sowie die St.-Boris-und-Gleb-Kirche aus dem 12. Jahrhundert stehen auf der Tentativliste für die Aufnahme als UNESCO-Welterbe.

## Sport
Der FK Njoman Hrodna ist ein Fußballverein, der in der Wyschejschaja Liha spielt.
HK Njoman Hrodna ist mehrfacher Belarussischer Meister im Eishockey.

## Städtepartnerschaften
Hrodna ist Partnerstadt von:
- Minden, Deutschland, seit 1991
- Limoges, Frankreich, seit 1982
- Białystok, Polen
- Breslau, Polen
- Alytus, Litauen
- Dserschinsk, Russland, seit 2005

## Persönlichkeiten
- Kasimir IV. Jagiełło (1427–1492), König von Polen
- Kasimir (1458–1484), Heiliger, Sohn des polnischen Königs Kasimir IV. und Elisabeths von Habsburg
- Stephan Báthory (1533–1586), polnischer König
- January Suchodolski (1797–1875), polnischer Kriegsmaler und Offizier
- Maurycy Krupowicz (1823–1891), polnisch-litauischer Historiker
- Eliza Orzeszkowa (1842–1910), polnische Schriftstellerin
- Zygmunt Wróblewski (1845–1888), polnischer Physiker, Professor der Jagiellonen-Universität
- Ilja Jakowlewitsch Ginzburg (1859–1939), Bildhauer
- Wilfrid Michael Voynich (1865–1930), polnisch-US-amerikanischer Büchersammler und Antiquar
- Bernhard Kagan (1866–1932), Berliner Schachpublizist
- Pierre Choumoff (1872–1936), russisch-französischer Fotograf
- Stanisław Kościałkowski (1881–1960), polnischer Historiker
- Juliusz Rómmel (1881–1967), polnischer General
- Nikolai Andreew Stojanow (1883–1968), bulgarischer Botaniker
- Walerian Bierdiajew (1885–1956), polnischer Komponist, Dirigent und Musikpädagoge
- Wilhelm von Harff (1885–1938), russisch-sowjetischer Generalstabsoffizier
- Robert Wartenberg (1886–1956), deutscher Professor für Neurologie in den USA
- Lejb Najdus (1890–1918), jiddischer Dichter
- Alexei Antonow (1896–1962), sowjetischer General, während des Zweiten Weltkriegs Leiter der Operationsabteilung des Generalstabes und nach dem Krieg Stabschef der Streitkräfte des Warschauer Vertrages sowie Armeegeneral
- Marija Voss (1899–1955), russisch-sowjetische Prähistorikerin
- Meyer Lansky (1902–1983), amerikanischer Mafioso
- Chaim-Mosche Schapira (1902–1970), israelischer Politiker
- Nathan Yellin-Mor (1913–1980), zionistischer Aktivist und israelischer Politiker
- Chasia Bornstein-Bielicka (1921–2012), während der Besetzung Polens in der Zeit des Nationalsozialismus am jüdischen Widerstand als Partisanin beteiligt
- Ryszard Dąbrowski (1924–2004), polnischer Bauingenieur
- Paul Baran (1926–2011), US-amerikanischer Informatiker
- Wiktor Woroszylski (1927–1996), polnischer Dichter
- Felix Zandman (1927–2011), polnisch-jüdischer Physiker, Erfinder und Gründer der Vishay Intertechnology, Inc
- Marek Skwarnicki (* 1930), polnischer Dichter
- Jerzy Maksymiuk (* 1936), polnischer Dirigent
- Czesław Niemen (1939–2004), polnischer Musiker
- Alena Waltschezkaja (* 1944), Turnerin
- Aljaksandr Milinkewitsch (* 1947), belarussischer Physiker und Politiker, Präsidentschafts-Kandidat der Opposition für die Wahlen 2006
- Stanisław Krupowicz (* 1952), polnischer Komponist und Musikpädagoge
- Olga Korbut (* 1955), sowjetische Kunstturnerin und Olympiasiegerin
- Wladimir Lapizki (* 1959), sowjetischer Florettfechter
- Sjarhej Hrynewitsch (* 1960), Maler
- Sergei Gorlukowitsch (* 1961), sowjetischer, später russischer Fußballspieler
- Aljaksandr Kurlowitsch (1961–2018), Gewichtheber im Superschwergewicht und zweifacher Olympiasieger
- Ihar Bassinski (* 1963), Sportschütze
- Walery Lewaneuski (* 1963), politischer und gesellschaftlicher Aktivist, Vorsitzender eines Streikkomitees der Marktverkäufer und ehemaliger politischer Häftling
- Waleryj Zepkala (* 1965), Diplomat und Geschäftsmann
- Iryna Schylawa (* 1967), Sportschützin
- Jury Humjanjuk (1969–2013), Poet und Journalist
- Sjarhej Hurenka (* 1972), Fußballspieler und -trainer
- Kanstanzin Lukaschyk (* 1975), Sportschütze
- Ljudmila Ananka (* 1982), Biathletin
- Darja Ramenskaja (* 1983), Wasserspringerin
- Maksim Bardatschou (* 1986), Fußballspieler
- Alexander Butko (* 1986), russischer Volleyballspieler
- Sjarhej Krywez (* 1986), Fußballspieler
- Kiryl Keduk (* 1987), Pianist
- Aksana Papko (* 1988), Radrennfahrerin
- Aljaksandra Tarassawa (* 1988), Basketballnationalspielerin
- Sjarhej Tschernik (* 1988), Fußballtorwart
- Sjarhej Kalamojez (* 1989), Hammerwerfer
- Arzjom Kisly (* 1989), Eishockeyspieler
- Rufina Baslowa (* 1990), Künstlerin
- Mikita Feaktystau (* 1990), Eishockeyspieler
- Sjarhej Maljauka (* 1990), Eishockeyspieler
- Alona Uehlin (* 1990), belarussisch-deutsche Turniertänzerin und Tanzsporttrainerin
- Iryna Schuk (* 1993), Stabhochspringerin
- Jauhen Lissawez (* 1994), Eishockeyspieler
- Andrej Schtyhel (* 1994), Fußballspieler
- Dzmitry Urbanovich (* 1995), polnisch-belarussischer Pokerspieler
- Margarita Koczanowa (* 1999), polnisch-belarussische Mittelstreckenläuferin
- Ihar Subko (* 1999), Sprinter